# Diúpsia
Diúpsia (en rus: Дюпся) és un poble de la república de Sakhà, a Rússia, que en el cens del 2010 tenia 1.177 habitants, pertany al districte de Borogontsi.